# 阿什雷克河

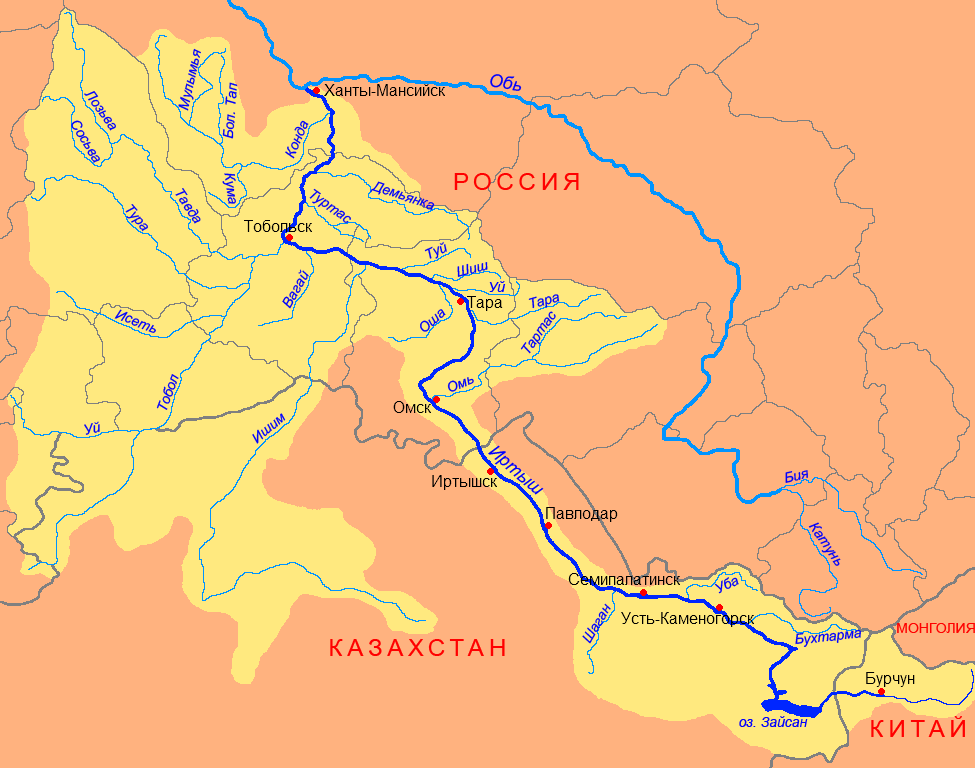

阿什雷克河是俄羅斯的河流，由秋明州負責管轄，屬於瓦蓋河的左支流，河道全長221公里，流域面積3,240平方公里，流經西西伯利亞平原，河水主要來自雨水和融雪。